# Погостский сельсовет (Солигорский район)
Погостский сельсовет — упразднённая административная единица на территории Солигорского района Минской области Республики Беларусь.

## Состав
Погостский сельсовет включал 8 населённых пунктов:
- Залесье — деревня.
- Застаринье — деревня.
- Кутнево — деревня.
- Метявичи — деревня.
- Погост-1 — деревня.
- Погост-2 — деревня.
- Сельцо — деревня.
- Тесово — деревня.